# Arbeitsgericht Marienburg
Das Arbeitsgericht Marienburg war ein Gericht der Arbeitsgerichtsbarkeit mit Sitz in Marienburg.

## Geschichte
Gemäß Arbeitsgerichtsgesetz vom 23. Dezember 1926 wurden in Deutschland Arbeitsgerichte gebildet. Diese waren nur in der ersten Instanz organisatorisch selbstständige Gerichte, die Landesarbeitsgerichte waren den Landgerichten zugeordnet. Am Landgericht Elbing entstand so 1927 das Landesarbeitsgericht Elbing als eines von zwei Landesarbeitsgerichten im Bezirk des Oberlandesgerichtes Marienwerder. In Marienburg entstand das Arbeitsgericht Marienburg. Sein Sprengel umfasste die Bezirke der Amtsgerichte Christburg, Marienburg und Stuhm. Es bestand je eine Kammer für Arbeiter, für Angestellte und für Handwerk.
Nach der Besetzung Deutschlands durch die Alliierten wurden 1945 die Deutschen vertrieben, und die Geschichte des Arbeitsgerichtes Marienburg endete.